# Calvisano
Calvisano is een gemeente in de Italiaanse provincie Brescia (regio Lombardije) en telt 7906 inwoners (31-12-2004). De oppervlakte bedraagt 45,1 km², de bevolkingsdichtheid is 164 inwoners per km².

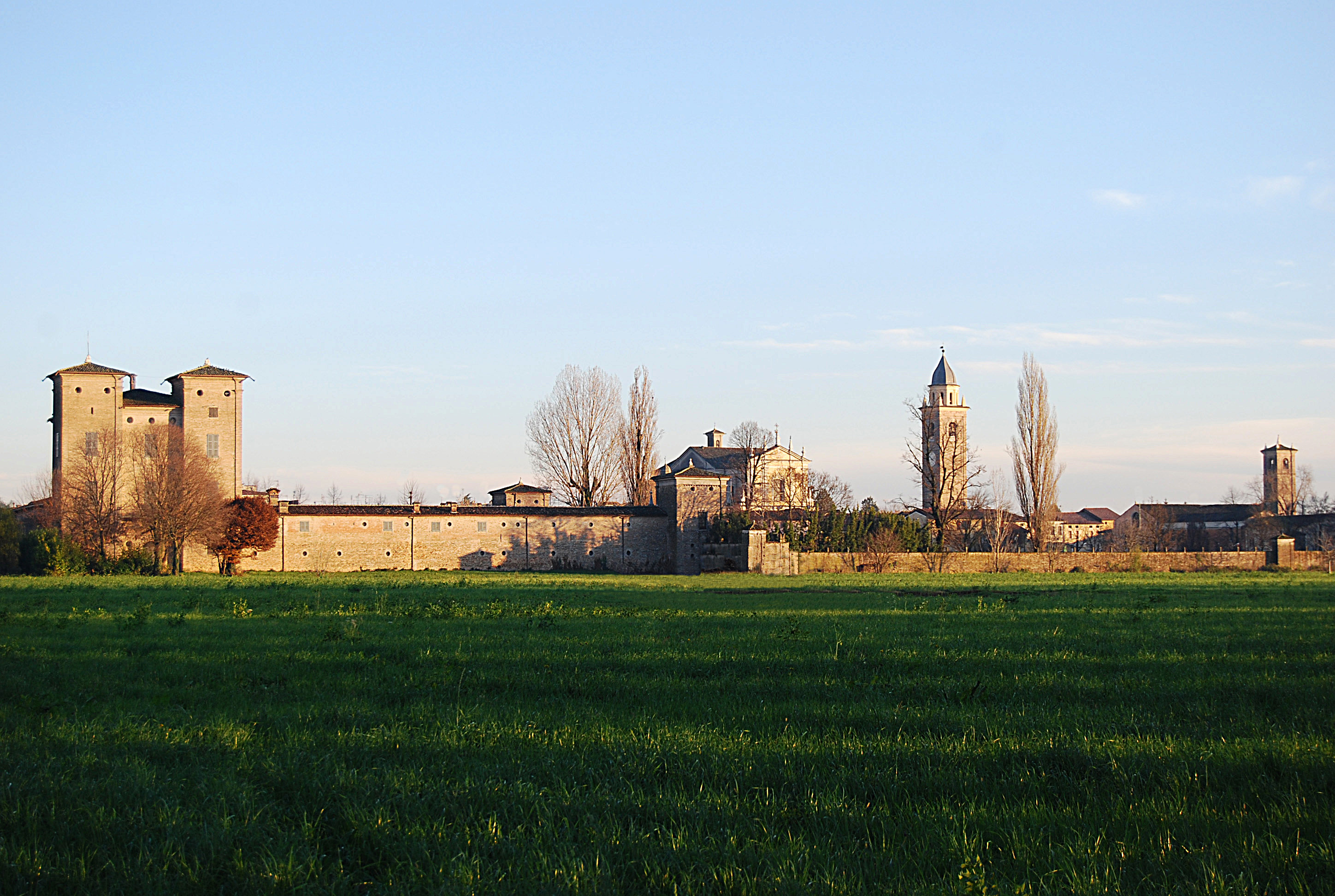
Calvisano
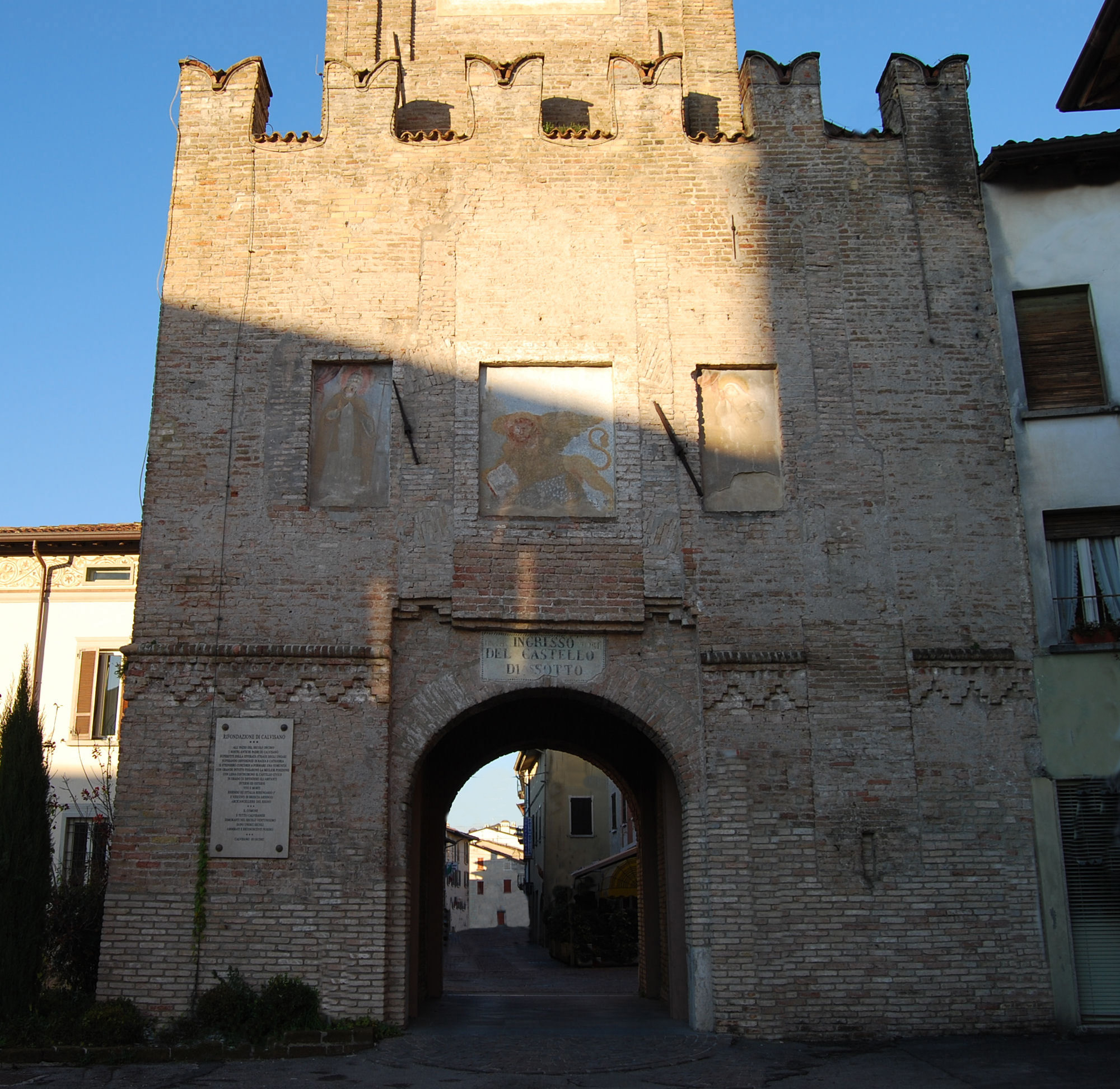
Kasteel van Calvisano
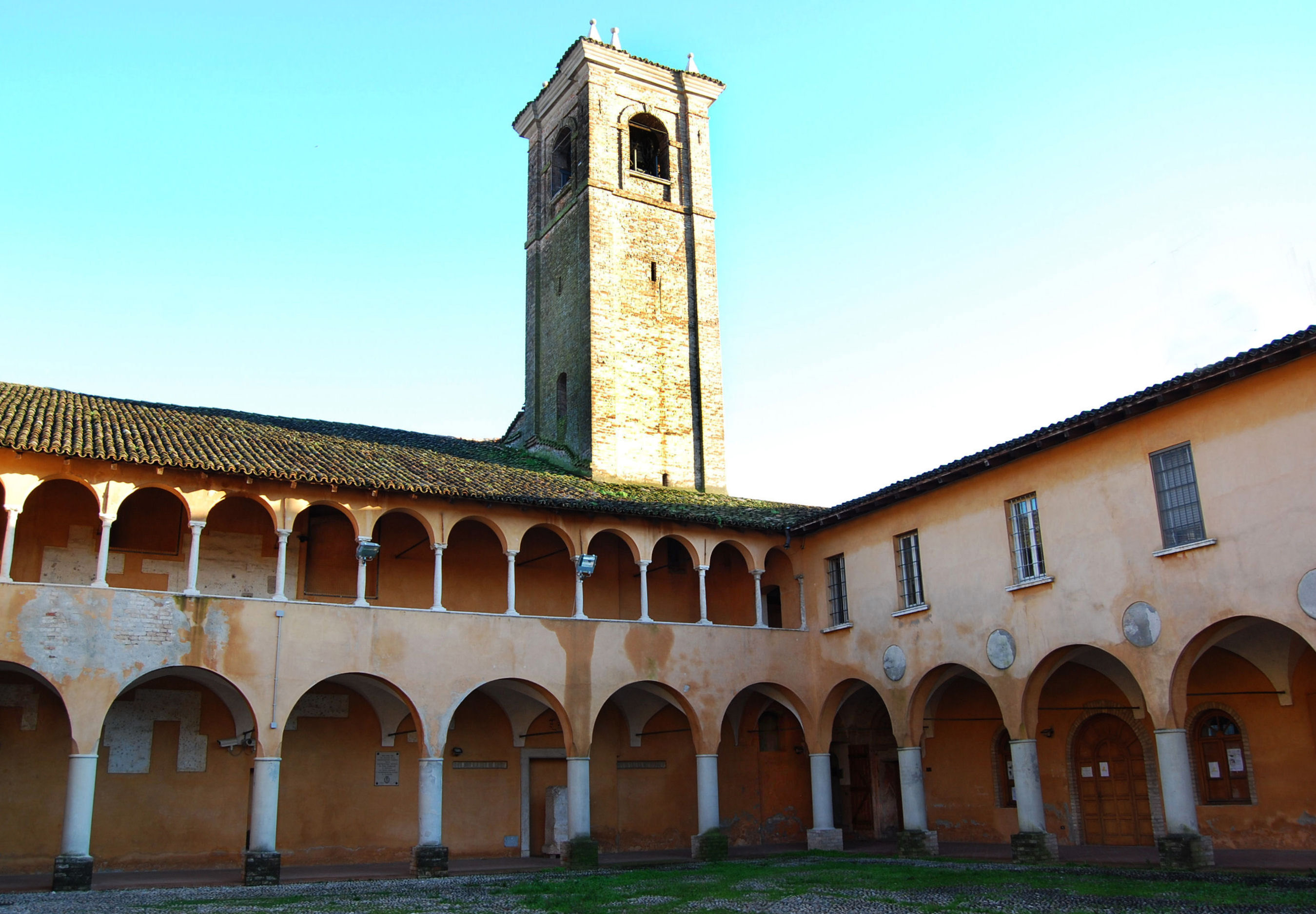
Klooster van Calvisano

## Demografie
Calvisano telt ongeveer 2932 huishoudens. Het aantal inwoners steeg in de periode 1991-2001 met 8,9% volgens cijfers uit de tienjaarlijkse volkstellingen van ISTAT.
| Jaar | Inwoneraantal |
| ---- | ------------- |
| 1991 | 6809          |
| 2001 | 7416          |

## Geografie
Calvisano grenst aan de volgende gemeenten: Acquafredda, Carpenedolo, Ghedi, Isorella, Montichiari, Visano.